# باب المنارة

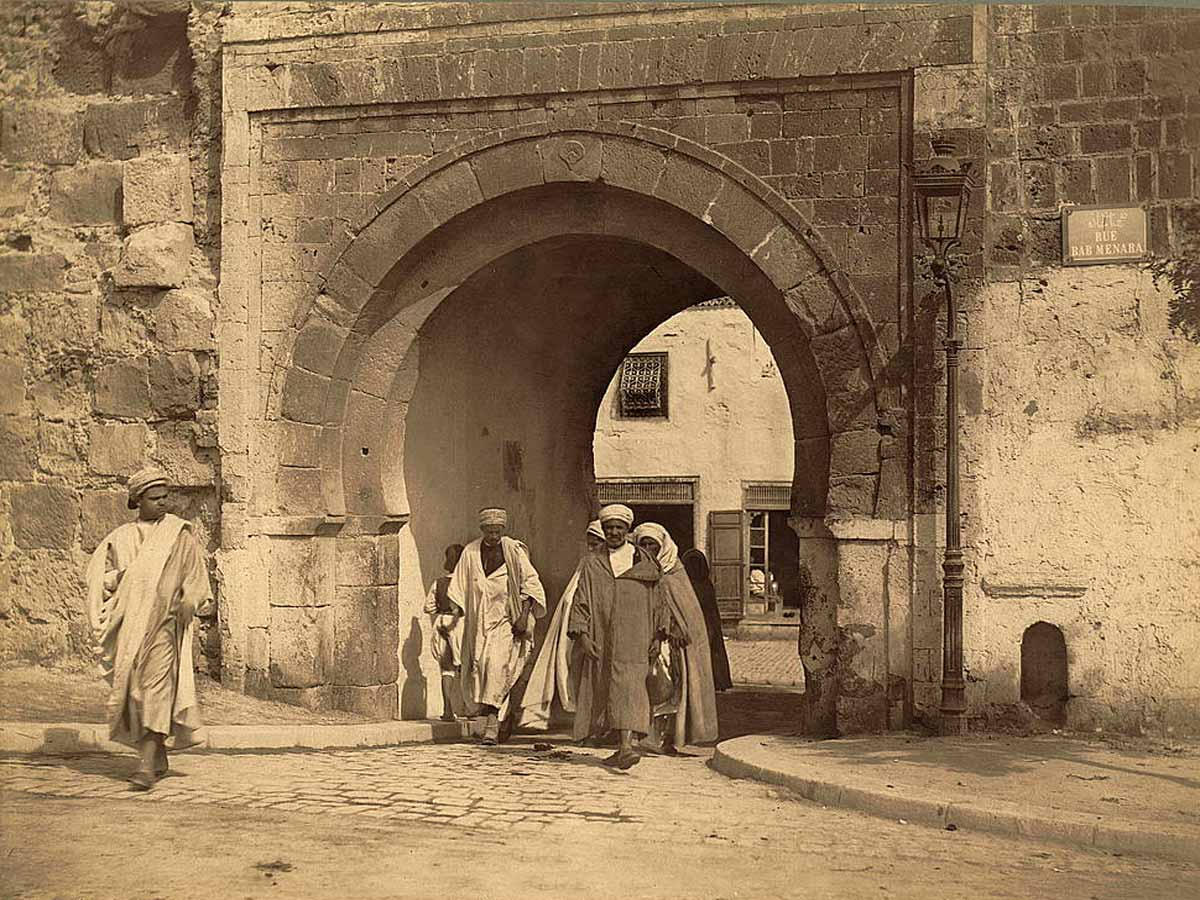
باب منارة عام 1900

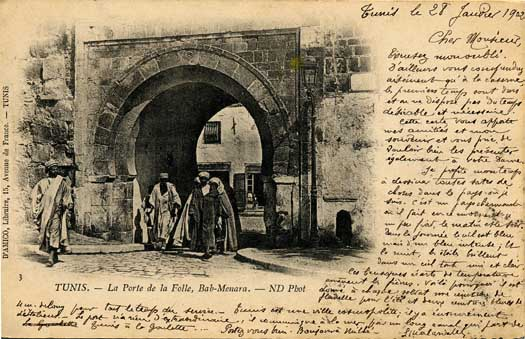
بطاقة بريدية تضم صورة باب منارة عام 1900

باب المنارة، هو أحد أبواب المدينة العتيقة بتونس العاصمة. بني عام 1276م على الأسوار الغربية للمدينة في عهد الحفصيين. سمي بـباب المنارة كذلك نسبة إلى المشكاة التي كانت بجداره لهداية المارة. يقع باب منارة بين باب الجديد الذي بدوره مجاور لباب الفلة وبين ساحة القصبة.
يوجد فيه مركز البريد والمسمى بمركز باب منارة.
و من ورائه يوجد سوق المر وهو سوق يومية متنوعة البضائع.
كما يوجد في باب منارة جامع القصر وهو جامع عتيق إلى جانب زاوية تسمى بالسيدة عربية.